# アナドル灯台
アナドル灯台（アナドルとうだい、トルコ語:Anadolu Feneri）は、トルコ、イスタンブール県ベイコズ市（Beykoz）のアナドルフェネリ地区にある灯台であり、ボスポラス海峡の北端、黒海と交わる部分のアナトリア側にある。灯台は石造りで高さは20メートル、光源は海抜75メートルの高さにある。
対岸のヨーロッパ側にはルメリ灯台があり、2つで対を成し、ボスポラス海峡の北の入り口を示しており、黒海からの船舶に対する案内のために1834年に建てられた。1933年、100年間におよぶフランスによる灯台の事業権が終了し、灯台はトルコの管轄となった。